# 数码时钟

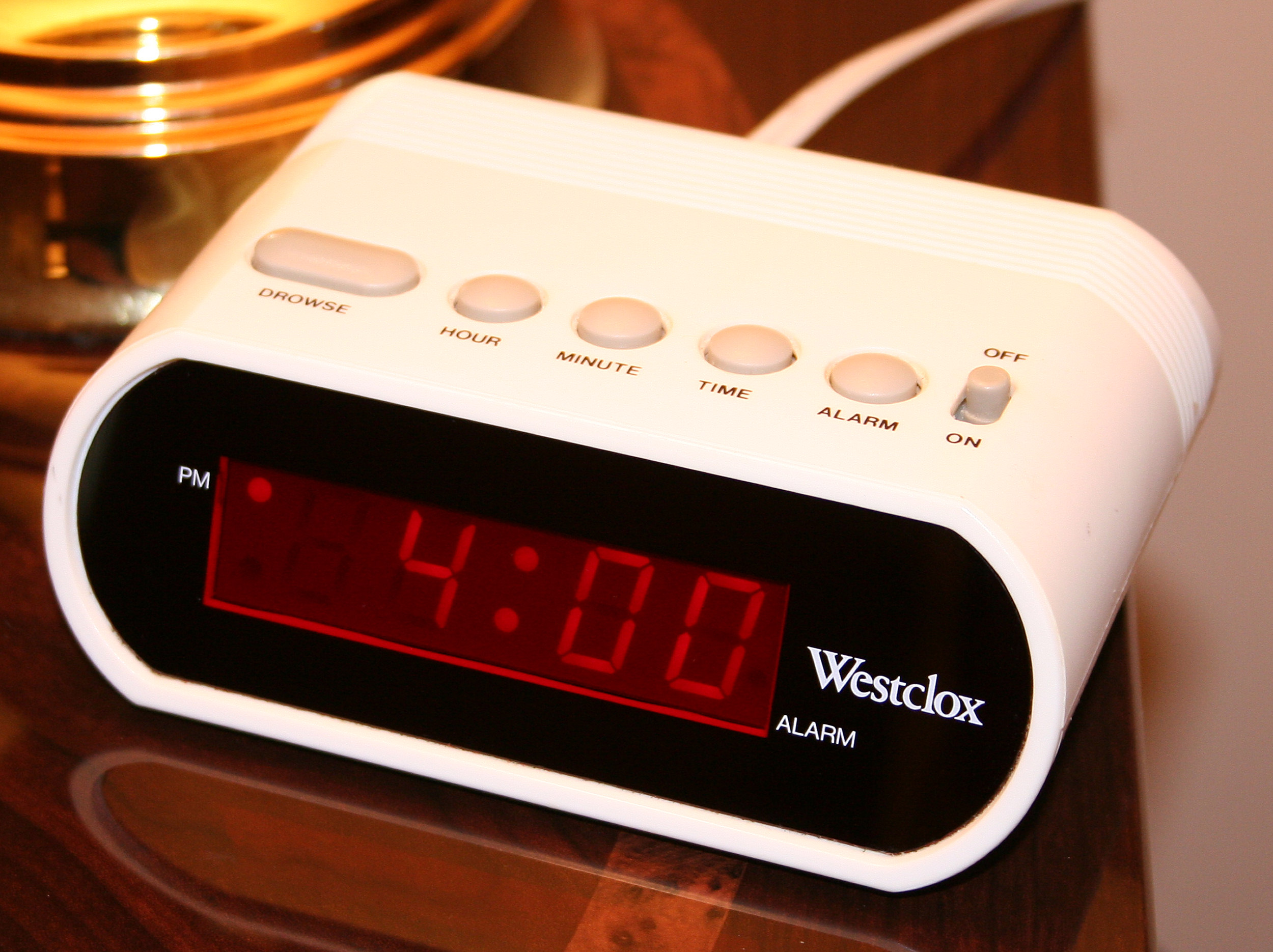
数字闹钟的显示屏左上方表示时间是下午4点

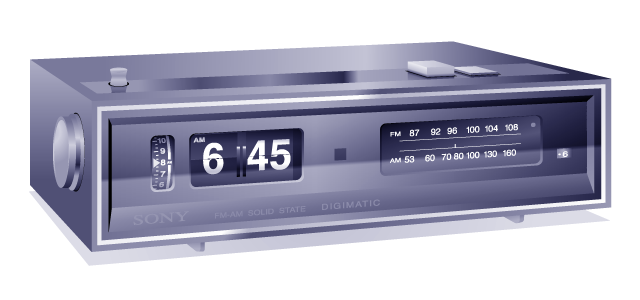
一个1969年的收音机闹钟（索尼Digimatic 8FC-59W），有一个数字显示屏。

数码时钟或數字時鐘是一种以数字方式（即以数字或其他符号）显示时间的时钟。人類已知最早的數碼時鐘出現於1883年，是由奧地利工程師Josef Pallweber所發明。